# Луїс Овальє
Луїс Овальє (ісп. Luis Ovalle, нар. 7 вересня 1988, Панама) — панамський футболіст, захисник клубу «Самора» (Баринас) та національної збірної Панами.

## Клубна кар'єра
У дорослому футболі дебютував 2005 року виступами за команду клубу «Спортінг», в якій провів два сезони, взявши участь у 57 матчах чемпіонату. Більшість часу, проведеного у складі «Спортінга», був основним гравцем захисту команди.
У 2008 році він був відданий в оренду в мексиканський «Монтеррей», але виступав виключно за дубль, за який зіграв 22 матчі в другому мексиканському дивізіоні.
Після цього Овальє повернувся на батьківщину, де грав за клуби «Чоррільйо» та знову «Спортінг», до складу якого повернувся 2010 року. Цього разу відіграв за команду із Сан-Мігеліто наступні два сезони своєї ігрової кар'єри. 22 червня 2012 року він був відданий в оренду в «Патріотас». 2 вересня дебютував у колумбійській Прімері в матчі проти «Атлетіко Хуніор» (3:4), проте в новій команді не закріпився.
14 січня 2013 року став гравцем венесуельської «Самори» (Баринас). 27 січня він дебютував у венесуельській прімері в матчі проти «Депортіво Лара» (3:0). Відтоді встиг відіграти за команду з Баринаса 136 матчів в національному чемпіонаті.

## Виступи за збірну
Він гравцем молодіжної збірної Панами (U-20), з якою бралв участь в молодіжному чемпіонаті світу 2007 року в Канаді, де він зіграв три матчі.
18 грудня 2010 року дебютував в офіційних іграх у складі національної збірної Панами в товариському матчі проти Гондурасу.
У складі збірної був учасником розіграшу Золотого кубка КОНКАКАФ 2017 року у США, де він зіграв три матчі.
Наразі провів у формі головної команди країни 17 матчів.